# Räikkönen Robertson Racing
Double R (Räikkönen-Robertson, innen a dupla R) a Brit F3-ban
A Räikkönen Robertson Racing (röviden Double R), 2004-ben alakult, Kimi Räikkönen és két menedzsere, Steve és David Robertson jóvoltából. Azóta a csapat az egyik legsikeresebb csapattá avanzsálódott a Formula kategóriák legfiatalabbikában, felhasználva Kimi tapasztalatait, aki szintén alulról indulva, F1-es világbajnokká lépett elő. Remek légkört alakítottak ki, ami nagyban hozzájárul a fiatal tehetségek felfedezésében és segítésében, szerte a világban.
Első versenyévében (2005-ben) a csapat már futamgyőzelmet is szerzett, a 11. versenyt ugyanis megnyerték. Rögtön a 2. évben a csapat a világbajnokságot is megnyerte, Mike Conway jelentős közreműködésével, aki jelenleg[mikor?] a GP2-ben versenyez. Abban a szezonban összesen 14 győzelmet arattak, ötön Conway csapattársa Bruno Senna diadalmaskodott.
2007-ben a Double R csatlakozott a Brit Formula BMW sorozathoz is. Egyből a 3. futamon győztek is, a cseh származású Josef Krallal a volán mögött. A csapat 2007-ben egészen négy győzelemig meg sem állt. Összetettben a 3. helyen végeztek a csapatok közti versengésben a szezon végén.
2008-ban a Double R egyike volt azon három brit csapatnak, amelyek részt vettek az új Formula BMW Europe versenysorozatban. A Formula BMW Europe versenysorozat már 16 éves kortól részvételi lehetőséget biztosít a tehetségeknek, emellett több olyan helyszínre is ellátogatnak, ahol F1-es futamot is rendeznek.